# Ельський Іадор Олександрович
Е́льський (справжнє прізвище Оле́сов) Іадо́р Олекса́ндрович (*1906, місто Каменськ-Уральський — †?, місто Сарапул) — російський актор, заслужений та народний артист Удмуртської АРСР.

## Життєпис
В 1922 році вступив в трупу кочівного по Уралу Шадрінського театру та став професійний актором. В наступні роки працював в театрах міст Кунгур, Березники, Нижній Тагіл, Краснокамськ. З 1954 року працював в Сарапульському міському драматичному театрі.
Ельський — актор соціального громадського плану. Точне відчуття жанру та стилю надавали його персонажам конкретність та переконливість. Основні ролі:
- Серебряков («Дяд Ваня» А. П. Чехова)
- Берест («Платон Кречет» О. Є. Корнійчука)
- Первозванов («Чорні птахи» М. Ф..Погодіна)
- Полєжаєв («Безтурботна старість», Л. М. Рахманова)
- Савелій Магара («Віринея» Л.Сейфулліної та В. П. Правдухіна)
- Лір («Король Лір» В.Шекспіра)
- Іван Грозний («Василиса Мелентьєва» О. М. Островського)